# VLC media player
A VLC media player egy ingyenes, nyílt forráskódú médialejátszó- és keretprogram, melyet a VideoLAN projekt keretein belül fejlesztenek.
A VLC egy portolható multimédialejátszó-, -kódoló (encoder) és -szóró program, mely számos audio- és videokodeket, fájlformátumot, valamint CD-t, DVD-t és operációs rendszert támogat. Képes számtalan protokollon keresztül sugározni, valamint képes számtalan formátumba menteni. További előnye, hogy nem szükséges külön kodekeket telepíteni mellé.
Ez a leginkább platformfüggetlen elérhető lejátszó. Számos Microsoft Windows, Mac OS X, Linux, BeOS, Syllable, BSD, MorphOS, Solaris és Sharp Zaurus platformra érhető el. Több mint 300 millió letöltést regisztráltak 2009 novembere óta.

## Támogatott formátumok
A VLC-vel számos széles körben elterjedt formátumú fájl lejátszható, az operációs rendszertől függően:
- Konténerformátumok: 3GP, ASF, AVI, DVR-MS, FLV, Matroska (MKV), MIDI, QuickTime File Format, MP4, Ogg, OGM, WAV, MPEG-2 (ES, PS, TS, PVA, MP3), AIFF, Raw audio, Raw DV, MXF, VOB, RM, DVD-Video, VCD, SVCD, CD Audio, DVB
- Hangformátumok: AAC, AC3, ALAC, AMR, DTS, DV Audio, XM, FLAC, It, MACE, Mod, Monkey's Audio, MP3, Opus, PLS, QCP, QDM2/QDMC, RealAudio, Speex, Screamtracker 3/S3M, TTA, Vorbis, WavPack, WMA
- Videóformátumok: Cinepak, Dirac, DV, H.263, H.264/MPEG-4 AVC, H.265/MPEG HEVC, HuffYUV, Indeo 3, MJPEG, MPEG-1, MPEG-2, MPEG-4 Part 2, RealVideo 3&4, Sorenson, Theora, VC-1, VP5, VP6, VP8, VP9, DNxHD, ProRes és némely WMV
- Rögzítési eszközök: Video4Linux (Linux-on), DirectShow (Windows-on), Asztal (Desktop), Digitális TV (DVB-C, DVB-S, DVB-T, DVB-S2, DVB-T2, ATSC, Clear QAM)
- Hálózati protokollok: FTP, HTTP, MMS, RSS/Atom, RTMP, RTP (unicast vagy multicast), RTSP, UDP
- Hálózati streamformátumok: Apple HLS, Flash RTMP, MPEG DASH, MPEG Transport Stream, RTP/RTSP ISMA/3GPP PSS, Windows Media MMS
- Feliratok: Advanced SubStation Alpha, Closed Captions, DVB, DVD-Video, MPEG-4 Timed Text, MPL2, OGM, SubStation Alpha, SubRip, SVCD, Teletext, Szövegfájl, VobSub, WebVTT